# Abietinaria amphora
Abietinaria amphora är en nässeldjursart som beskrevs av Nutting 1904. Abietinaria amphora ingår i släktet Abietinaria och familjen Sertulariidae. Inga underarter finns listade i Catalogue of Life.